# Sutyna privata
Sutyna privata là một loài bướm đêm trong họ Noctuidae.